# Eucera bidentata
Eucera bidentata är en biart som beskrevs av Pérez 1887. Eucera bidentata ingår i släktet långhornsbin, och familjen långtungebin. Inga underarter finns listade i Catalogue of Life.